# پهنه‌های زندگی هولدریج

طرح طبقه‌بندی پهنه زندگی هلدریج. اگرچه توسط مبتکر آن به عنوان سه‌بعدی تصور می‌شود، اما معمولاً به عنوان یک آرایه دوبعدی از شش‌ضلعی‌ها در یک قاب مثلثی نشان داده می‌شود.

سیستم پهنه‌های زندگی هولدریج (به انگلیسی: Holdridge life zones) یک طرح زیست‌اقلیمی جهانی برای طبقه‌بندی مناطق زمین است. نخستین بار توسط لزلی هولدریج در سال ۱۹۴۷ منتشر شد و در سال ۱۹۶۷ به روز شد. این یک سیستم نسبتاً ساده است که بر اساس داده‌های تجربی کمی است که معیارهای عینی را ارائه می‌دهد. یک فرض اساسی این سیستم این است که هم خاک و هم پوشش گیاهی جامعه اوج را می‌توان پس از مشخص شدن آب و هوا نقشه‌سازی کرد.
سه محور عمده زیربخش‌های باری‌سنتریک عبارتند از:
- بارش (سالانه، لگاریتمی)
- دمای زیستی (میانگین سالانه، لگاریتمی)
- نسبت پتانسیل تبخیر و تعرق (PET) به میانگین کل بارش سالانه.

شاخص‌های دیگری که در این سیستم گنجانده شده‌اند، عبارتند از:
- استان‌های مرطوب
- مناطق عرض جغرافیایی
- کمربندهای ارتفاعی